# Castell de Conwy
El castell de Conwy és un castell que es troba a la localitat de Conwy, a la costa nord de Gal·les, Regne Unit. Està inscrit a la llista del Patrimoni de la Humanitat de la UNESCO des del 1986 amb el nom de Castells i fortificacions del rei Eduard I a Gwynedd.
Va ser construït entre 1283 i 1289 com a part de la segona campanya del rei Eduard I d'Anglaterra a Gal·les.

## Característiques

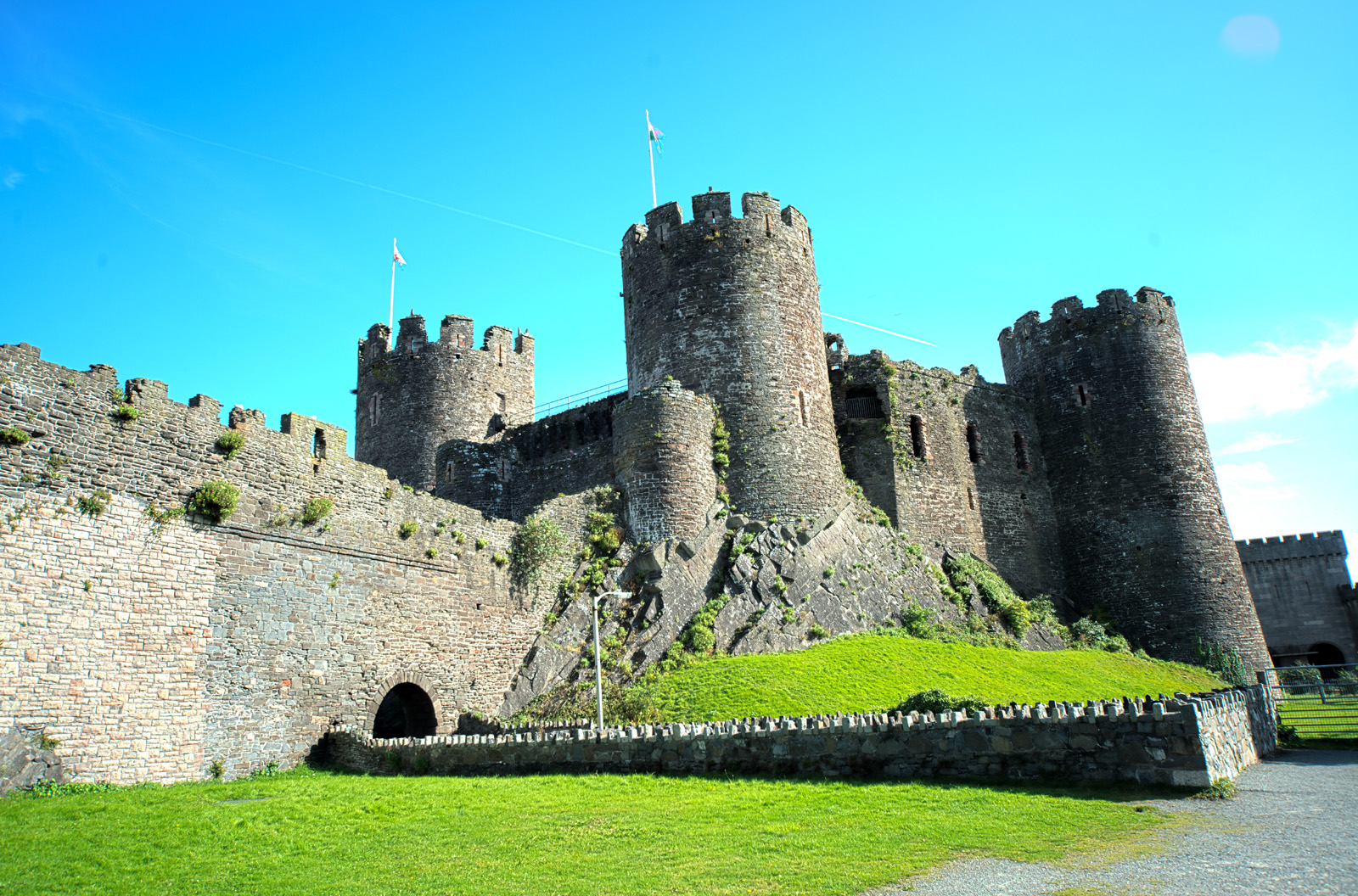
El castell el 2012

Superficialment el castell de Conwy s'assembla a un castell concèntric, però és lineal. Com el castell de Caernarfon, està construït sobre una roca, per reduir la possibilitat de soscavar-lo. També s'aprofita d'altres accidents geogràfics. Va ser construït per protegir l'entrada del riu Conwy.
El castell està dividit en un pati exterior i un altre d'interior, separats per una gruixuda muralla, i en cada extrem, una de les vuit torres d'acompanyament. Les torres tenen uns 21 m d'altura i 9 m de diàmetre, amb parets de 4,5 metres de grossor.
En el segle xiii es va construir el proper Bodysgallesn Hall com a torre de vigilància del castell de Conwy per vigilar els atacs més difícils de controlar des de Conwy que vinguessin des del nord. Algunes de les pedres que es van usar en la construcció del castell de Conwy estan relacionades amb una pedrera que hi ha en la propietat de Bodysgallesn.
El castell va ser construït com a part d'un projecte més ampli que corresponia a crear una ciutat emmurallada a Conwy. Als segles següents, el castell va tenir un paper important en diverses guerres: es va resistir el setge de Madog ap Llywelyn, a l'hivern de 1294-1295, va actuar com un refugi temporal per a Ricard II el 1399 i va estar en mans, durant diversos mesos, de les forces lleials d'Owain Glyndŵr el 1401.
Després de l'esclat de la Revolució anglesa el 1642, el castell va ser pres per les forces lleials de Carles I, fins a 1646, quan es va rendir a les tropes dels roundheads. Com a seqüela, el castell va ser parcialment enderrocat de manera deliberada pels roundheads amb la finalitat d'evitar que fos utilitzat en qualsevol revolta i, finalment, va ser completament destruït el 1665 i es retiraren i vengueren les seves restes.
El castell de Conwy es va convertir en una destinació atractiva per als pintors de finals dels segles xviii i xix. El nombre de visitants va créixer i se'n dugué a terme una restauració en la segona meitat del segle xix. Actualment, el castell es troba en ruïnes i està administrat pel Cadw com una atracció turística.
La UNESCO ha exposat la seva pròpia consideració respecte al castell classificant-lo com a Patrimoni de la Humanitat.
És un dels millors exemples de la fi del segle xiii i de l'arquitectura militar de principis del segle xiv en Europa 

## Història

### Seglexiii

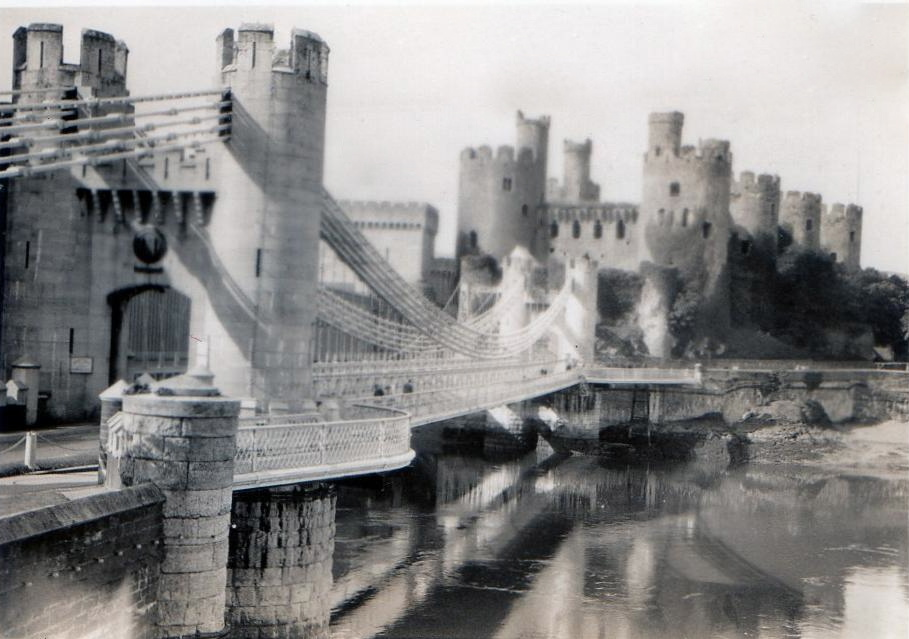
El castell en la dècada dels 30

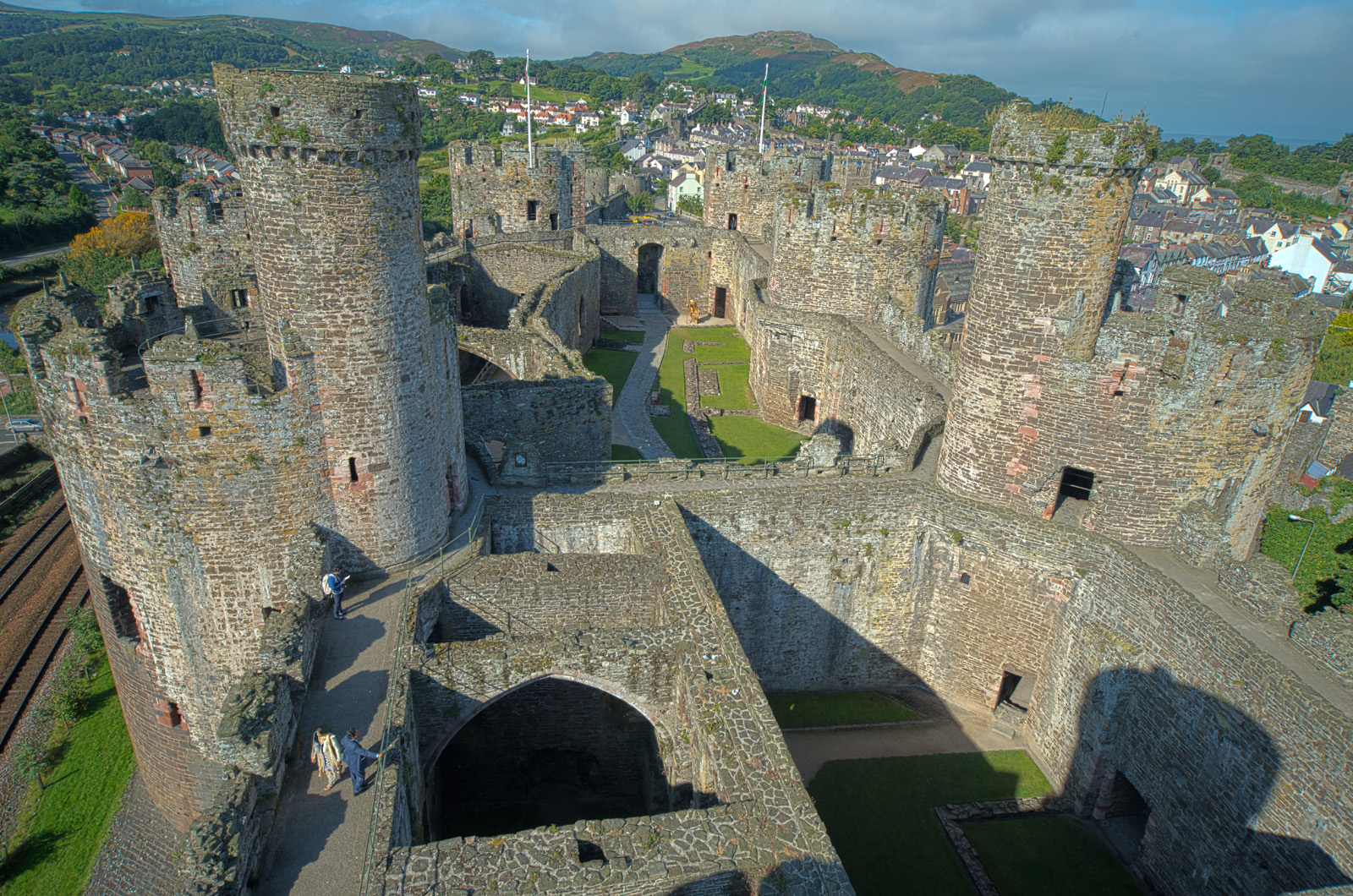
Vista del castell des de la seva màxima alçada

Abans que els anglesos construïssin la ciutat de Conwy, Abbey Aberconwy, el lloc va ser ocupat per un monestir cistercenc recolzat pels prínceps de Gal·les. La ubicació també controla un punt de pas important sobre el riu Conwy entre les zones costaneres i de l'interior del nord de Gal·les, cosa que ja feia el castell de Deganwy durant molts anys per a la defensa. Els reis d'Anglaterra i els prínceps de Gal·les havien competit pel control de la regió des de la dècada de 1070 i el conflicte s'havia reprès durant el segle xiii, cosa que va portar Eduard I a intervenir en el nord de Gal·les per segona vegada durant el seu regnat.
Eduard va envair amb un gran exèrcit, empenyent les tropes cap al nord des de Carmarthen i cap a l'oest des de Montgomery i Chester. Eduard va capturar Aberconwy i va decidir que la següent operació era formar el centre d'un nou comtat: anava a traslladar l'abadia a vuit milles a la vall de Conwy a un nou lloc a Maenan, establint Abbey Maenan i construint un nou castell anglès emmurallant la ciutat a l'antiga seu del monestir. Les ruïnes del castell de Deganwy van ser abandonades i mai va arribar a reconstruir-se.
Els treballs van començar amb el tall de la rasa al voltant del castell als pocs dies de la seva decisió. El treball va ser controlat per sir John Bonvillars i supervisat pel mestre paleta James de St. George i la primera fase de les obres, entre 1283 i 1284, es van centrar en la creació dels murs de cortina exteriors i les torres. En la segona fase, de 1284 i 1286, els edificis interiors es van construir fins a 1287, en què es va completar totalment la construcció del castell.
El 1294 Madog ap Llywelyn es va rebel·lar contra el domini anglès. Eduard va ser assetjat a Conwy pels gal·lesos, entre desembre i gener de 1295, i on només es podia obtenir subministraments per mar, fins que les forces van arribar a rellevar-lo al febrer. Durant alguns anys posteriors, el castell conformava la residència principal de visita per a alts càrrecs i va acollir el fill d'Eduard, el futur Eduard II el 1301, quan va visitar la regió per rebre homenatge dels líders de Gal·les.

### Seglesxivixv

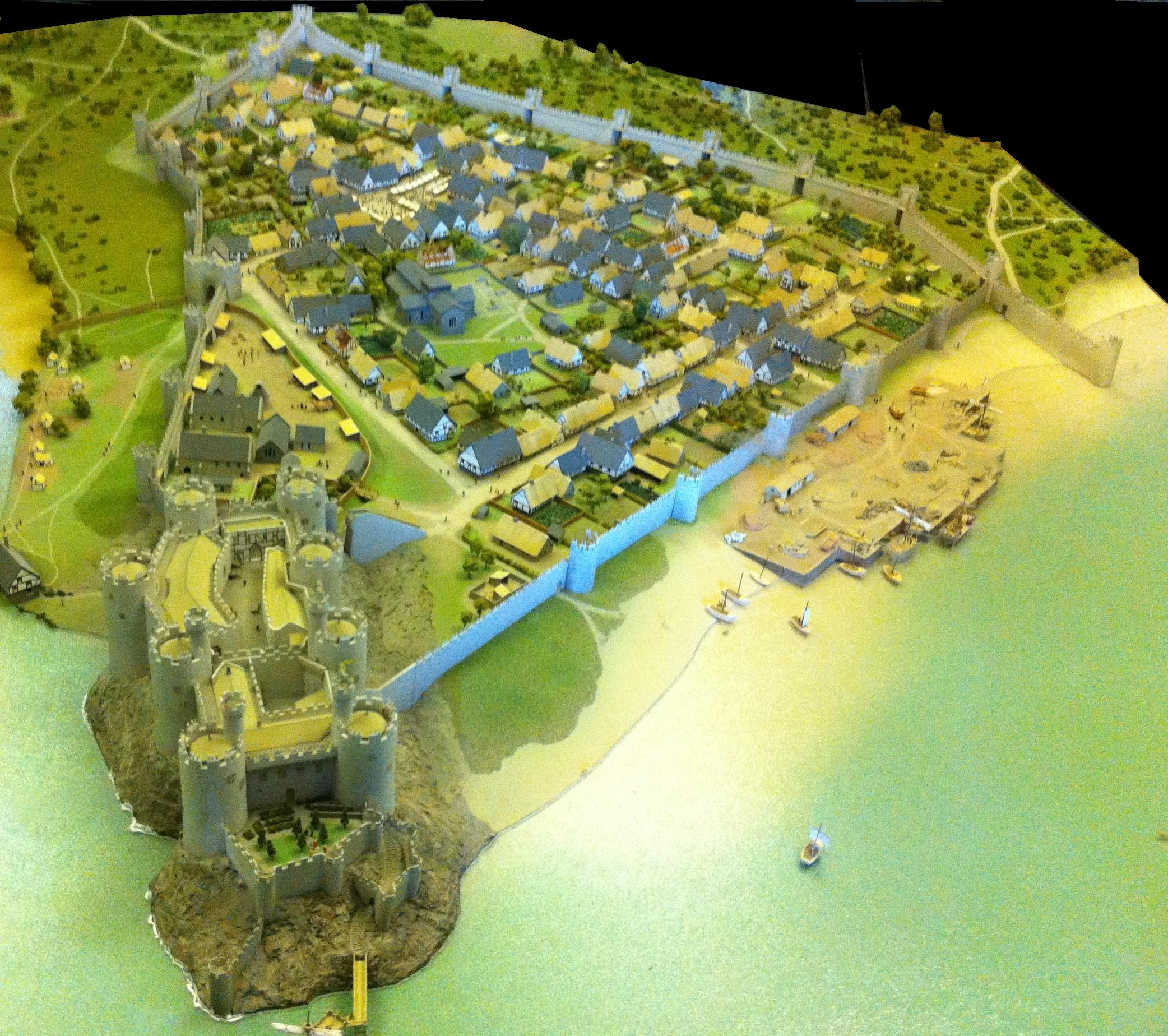
Reconstrucció del castell

El castell de Conwy no estava ben conservat durant el segle xiv, sobre 1321 es va informar que estava mal equipat, amb botigues limitades i amb goteres en els sostres i fustes podrides. Aquests problemes van persistir fins que el príncep Negre va prendre el control del castell el 1343. Sir John Weston va dur a terme les reparacions, la construcció de nous arcs de suport de pedra de la gran sala i altres treballs en altres parts del castell. Tot i això, després de la mort del príncep Negre, el castell va tornar a caure en negligència.
A la fi del segle xiv, el castell va ser utilitzat com a refugi per Ricard II de les forces del seu rival, Enric IV. El 12 d'agost de 1399, després de tornar d'Irlanda, Ricard va emprendre un viatge cap al castell, on es va reunir amb l'emissari de Bolingbroke, Henry Percy, per a les negociacions. Percy va jurar en la capella que ell no perjudicaria el rei i, el 19 d'agost, es va lliurar a Ricard al castell de Flint, prometent abdicar si salvaven la seva vida. El rei va ser portat a Londres, on va morir més tard en captivitat al castell de Pontefract.

### Seglesxviiaxxi

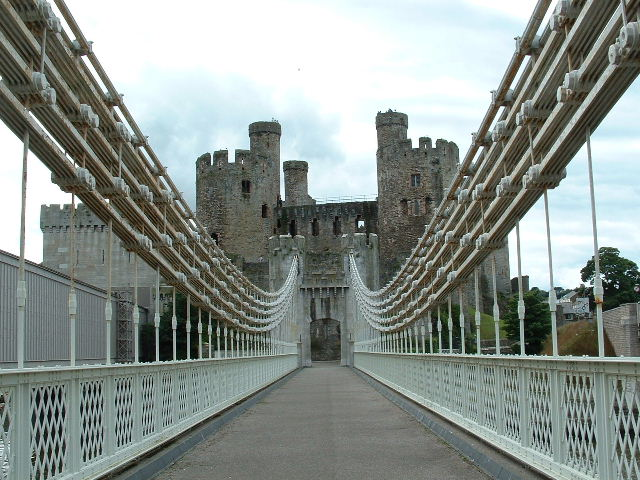
Pont penjant amb vista a la part oest del castell

El castell de Conwy va caure en mal estat de nou a principis del segle xvii i Carles I el va vendre a Eduard Conway el 1627 per 100 lliures i el fill d'Eduard, també anomenat així, va heretar la ruïna el 1631.
El 1642 es va deslliurar la Revolució anglesa entre els partidaris de Carles i els roundheads. John Williams, l'arquebisbe de York, es va fer càrrec del castell en nom del rei i se'n va dedicar a la reparació pel seu propi compte.
El 1645, sir John Owen va ser nomenat governador del castell en el seu lloc. No obstant això, va comportar a una disputa entre ells. Finalment, l'arquebisbe va desertar i la ciutat de Conwy va caure a l'agost de 1646 i al novembre el general Thomas Mytton va prendre el castell després d'un important setge.
A la fi del segle xviii, les ruïnes van ser considerades pintoresques i sublims, atraient visitants i artistes. Algunes de les pintures del castell van ser realitzades per Thomas Girtin, Moses Griffiths, Julius Caesar Ibbetson, Paul Sandby i Joseph Mallord William Turner.
Diversos ponts van ser construïts a través del riu Conwy, que uneix la ciutat i Llandudno des del segle xix, incloent un pont de carretera construït el 1826 i un pont ferroviari el 1848. Aquests enllaços de comunicació millorats amb el castell va fer augmentar el nombre de turistes.
Actualment el castell és gestionat per Cadw com a atracció turística i 186.897 turistes van visitar-lo el 2010. El 2012 va ser inaugurat un nou centre de visitants. El castell requereix un manteniment amb unes reparacions anuals que costen aproximadament 30.000 lliures.

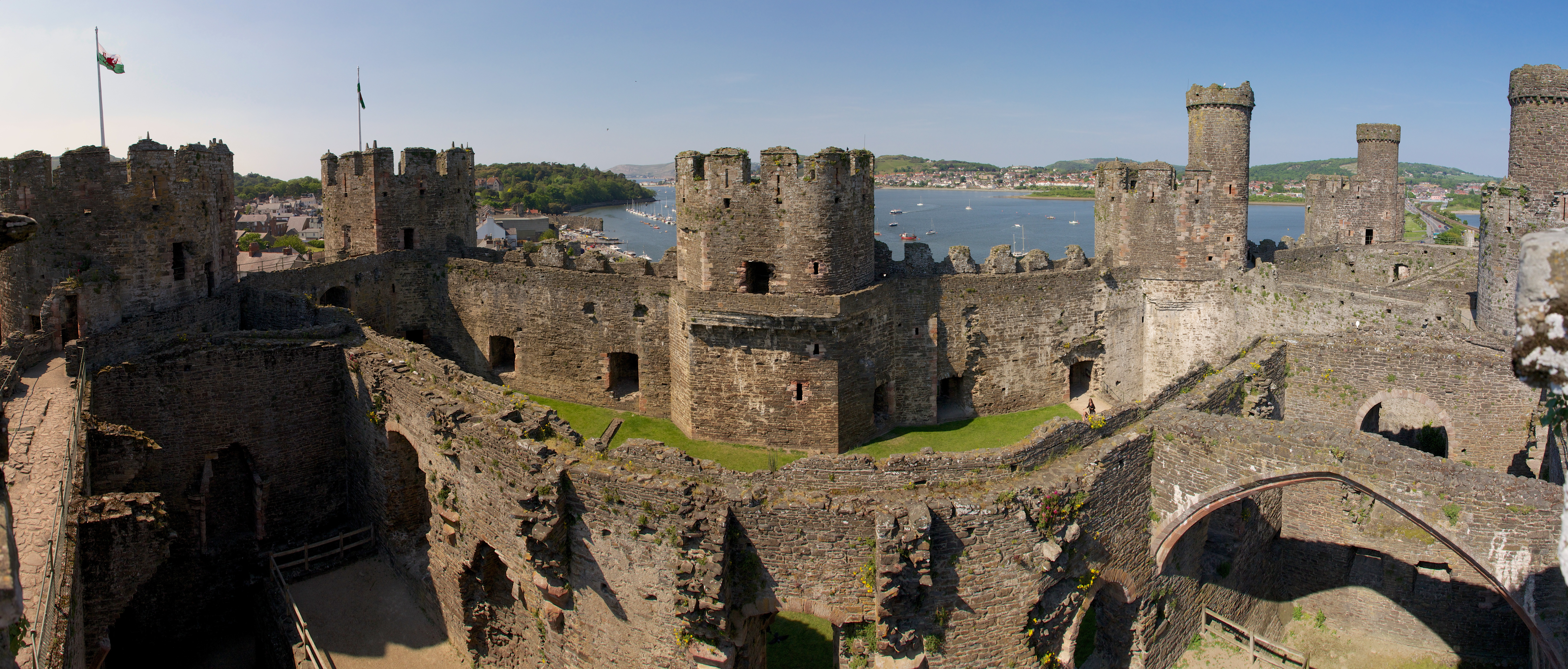
Vista panoràmica del castell de Conwy